# 肥料の三要素
肥料の三要素（ひりょうのさんようそ、英: three main macronutrients）とは、植物栄養素としての窒素、リン酸、カリウムのことである。これらは、植物がその成長のために多量に要求し、かつ、植物体を大きく生育させるため、農業上特に肥料として多く与えることが望ましい。

## 窒素
窒素は、主に植物を大きく成長させる作用があり、特に葉や茎を大きくすることから葉肥（はごえ）とも呼ばれる。根から吸収される必須栄養素の中で、最も多量に要求される。植物が利用できる窒素の土壌中含量が、植物の生産性を決める主要な因子であるとされる。植物の原形質の乾燥重量の40 - 50 %は、窒素化合物である。植物の中でも、葉や茎を食用とする葉菜類は、特に窒素を多量に必要とする。

### 生理機能
全ての生物において窒素はその肉体の重要な構成成分である。窒素を含む植物化合物は、タンパク質を構成するアミノ酸、DNAやRNAやヌクレオチドを構成する核酸塩基、膜脂質であるホスファチジルエタノールアミン、グルコサミンなどのアミノ糖、アルカロイドやリグニンなどの二次代謝産物など様々である。葉においてタンパク質の多くは葉緑体に含まれ、窒素の摂取量は光合成の活発さを規定する。適正な範囲内であるならば、窒素を多く与えるほどに葉緑体は増加し、収量が向上する。

### 土壌中の形態
土壌中の形態は無機態と有機態のいずれかである。通常、窒素の無機態はアンモニウムイオンNH4+と硝酸イオンNO3−である。また、しばしば亜硝酸菌によって土壌のアンモニウムイオンは亜硝酸に変換される。有機態はバイオマスや土壌有機物であるが、植物が直接的に利用可能な有機態窒素は、無機態が腐植と会合した形態である。腐植以外の有機態窒素は、微生物に無機化されて無機態にならなければ植物に利用されない。
正電荷のアンモニウムイオンは土壌中で負電荷の粘土鉱物に保持されている。対して、負電荷の硝酸イオンは他の負電荷に保持されないため、土壌粒子に吸着されにくい。水に流され、土壌中を容易に移動する。
水田のような、酸素が少ない土壌環境ではアンモニウムイオンが主要な形態である。これは、水田土壌では好気性の硝化細菌が不活性であり、アンモニウムイオンはこの細菌による硝酸イオンへの変換を受けないためである。水田土壌でのアンモニウムイオンの吸着はラングミュア及びフロイントリッヒの吸着等温式で表すことができる。普通の畑では硝化細菌が活発であり、遊離のアンモニウムイオンは早期に硝酸イオンに還元される。この還元の過程でプロトンが放出され、このプロトンは、粘土鉱物に吸着しているカルシウムイオンとイオン交換反応を起こす。カルシウムイオンは硝酸イオンの対イオンとなる。このため、硝酸イオンは更に土壌に吸着されにくくなる。
アンモニウムイオンと硝酸イオンのどちらも植物の窒素源となるが、どちらをより多く摂取するかは植物種によって異なる。基本的には硝酸イオンをより好む。しかし、茶や稲はアンモニウムイオンを主に取り込む。これは、茶が好む酸性土壌や、稲が栽培される水田土壌では硝化細菌は不活性となるためである。
無機態窒素のどちらが植物の生育に適切であるかは土壌中のpHや、2つのイオンの濃度バランスにも影響される。生育に至適な土壌pHは植物種ごとに決まっているが、アンモニウムイオンはpHを上げ、硝酸イオンはpHを下げる。さらに、アンモニウムイオンは陽イオンであるため、高濃度では植物によるカリウムやマグネシウムの吸収を拮抗阻害する。一方、硝酸イオンは陰イオンであるのでカルシウムやカリウムの対イオンとなり、これらの栄養素の吸収を促す。

### アンモニウムイオンの吸収
アンモニウムイオンはアンモニウムイオン輸送体により吸収される。シロイヌナズナでは6種類の輸送体の遺伝子が同定された（下表）。このうち、AtAMT1;1〜3の遺伝子は窒素飢餓で発現し、アンモニウムイオン吸収の90 %を担う。稲では10種類のアンモニウムイオン輸送体の類似遺伝子が発見されている。OsAMT1;2遺伝子は根の表層細胞と中心柱で強く発現している。アンモニア吸収や導管への取り込みに関わっていると見られている。
| 輸送体   | 発現部位         | Km（µM） | 推定される機能                                         |
| -------- | ---------------- | -------- | ------------------------------------------------------ |
| AtAMT1;1 | 根毛、皮層       | 50       | 外界から根への輸送、根から地上部への長距離輸送、再転流 |
| AtAMT1;2 | 根の内鞘、皮層   | 234      | アポプラスト経由の輸送                                 |
| AtAMT1;3 | 根毛、表皮       | 61       | 外界から体内への輸送                                   |
| AtAMT1;4 | 花粉             | 17       | 花粉細胞での窒素代謝                                   |
| AtAMT1;5 | 根毛、表皮       | 5        | センサー                                               |
| AtAMT2;1 | まばらに広く分布 | 不明     | 不明                                                   |

### 硝酸イオンの吸収
植物は、硝酸イオンへの親和性が異なる2種類の硝酸イオン輸送系を持つ。両方ともにその遺伝子は、NRT1とNRT2と呼ばれる遺伝子ファミリーに属す。また、細胞内外のpHの差を利用して1モルの硝酸イオンを2モルのプロトンと共輸送する。
高親和性輸送系[ 英: high-affinity transport system: HATS ]は硝酸イオンに対して0.01 - 0.1 mMのKm値を持ち、低濃度領域（0.5 mM以下）での吸収に関わる。HATSには硝酸イオン濃度によってその発現頻度が調節されているものと、濃度に関係なく一定の頻度で発現しているものがある。一方、高濃度領域（0.5 M以上）での吸収には低親和性輸送系[ 英: low-affinity transport system: LATS ]が主に担う。

### 地上部への輸送
環境から根へと取り込まれた窒素は導管によって地上部へと輸送される（長距離輸送）。硝酸イオンの一部は長距離輸送される前にアミノ酸にまで代謝される。したがって、導管中の形態は主にアミノ酸やアミド、または硝酸イオンである。アミノ酸への代謝に関わるグルタミン合成酵素を阻害すると長距離輸送は完全に阻害される。少数の植物種（インゲンやエンドウなど）には導管液にウレイドも含まれる。アンモニウムイオンはほとんど検出されない。実際の導管液の組成は植物種や硝酸イオンの吸収量で変化する。

### 代謝

#### 硝酸イオンの同化
硝酸イオンは植物体内で硝酸還元酵素（NR）によって亜硝酸イオンに還元される。一般に、NR活性はホウレン草や小松菜といった双子葉植物の葉菜類で高く、イネ科植物で低い。
{\displaystyle {\ce {NO3- + NAD(P)H + H^+ + 2e^- -> NO2^- + NAD(P)+ + H2}}}
植物のNRには2種類ある。そのうちの一つ、NADH-NRはNADHだけから還元反応に必要な電子を調達する（NADHのみを電子供与体とする）。ほとんどすべての植物の根と葉にはNADH-NRのみが存在する。もう一つのNR、NAD(P)H-NRはNADHとNADPHの両方を電子供与体として利用することができる。トウモロコシや大麦などのイネ科や大豆などのマメ科植物の根で発見されている。大麦の場合、NAD(P)H-NR活性はNADH-NR活性の10 %程度に過ぎない。
亜硝酸イオンは亜硝酸還元酵素（NiR）によってアンモニウムイオンまで還元される。この還元反応は地上部において葉緑体で、地下部においてプラスチドで行われる。
{\displaystyle {\ce {NO2^- + 6Fd}}}（還元型）{\displaystyle {\ce {+ 8H+ -> NH4+ + 6Fd}}}（酸化型）{\displaystyle {\ce {+ 2H2O}}}
硝酸イオンと亜硝酸イオンの両還元酵素の活性は調節を受けており、硝酸の同化速度は植物の窒素要求量に合わせたものにされている。同化速度の抑制はエネルギーと炭素骨格を無駄に消費しないためであり、同化速度の促進は植物体内での亜硝酸イオンとアンモニウムイオンの過剰な蓄積を防ぐためである。亜硝酸イオンとアンモニウムイオンはどちらも植物体内で高濃度となると毒性を示す。
NR遺伝子は硝酸イオン濃度によって発現調節されている。植物の根に硝酸イオンを与えると、NRのmRNAは数分のうちに根と葉で増加し始め、植物体内での濃度は数時間で最高に達する。硝酸存在下でのmRNAの増加は光条件やスクロースによってさらに促進される。NR酵素活性はmRNAの増加開始から数時間遅れて出現し、緩やかに上昇する。NRが合成され硝酸還元が活発となり、硝酸同化の産物であるグルタミンやその他のアミノ酸が細胞内に集積されると、NR遺伝子の発現は強く抑制される。NRの半減期は数時間と短く、そのmRNAの供給が止まると活性は徐々に減少する。
葉のNR遺伝子のmRNA量には日周リズムがある。暗期の始めではmRNA量は検出限界近くであるが、しばらくすると上昇し始め、暗期の終わりに最大となる。明期に入ると暗期の始まりまで減少し始める。この日周リズムの理由は、グルタミンの葉内濃度がNR遺伝子のmRNA量と正反対の日周リズムを持つためと考えられている。
葉における亜硝酸イオンの還元は、植物を暗所に移すと停止する。これは、葉ではNiRは光合成系から電子の供給を受けており、これを還元力の源としているためである。NiRが不活性化すると亜硝酸イオンが消費されなくなるため、NiR活性の停止はNR活性を直ちに抑制して亜硝酸イオンの蓄積を防ぐ。この分単位での抑制は、NRのリン酸化と不活性化タンパク質（14-3-3タンパク質）の結合によって行われる。植物を明所に戻すと、NRは脱リン酸化酵素によって脱リン酸化され、同時に14-3-3タンパク質も外れて再活性化される。

#### アンモニウムイオンの同化
植物細胞内でアンモニウムイオンが現れる経路はさまざまである。土壌からのアンモニウムイオンの吸収、硝酸イオンが還元されたことによるアンモニウムイオンの生成、光呼吸におけるグリシンからセリンの合成、脱水素酵素によるアミノ酸のアミノ基の酸化的分解、グルタミンやアスパラギンのアミド基の加水分解、フェニルアラニンアンモニアリアーゼによるフェニルアラニンからの桂皮酸の合成、プリン塩基やピリミジン塩基やキサンチンなどの含窒素化合物の分解、などである。特に光呼吸によるアンモニウムイオンの生成速度は、根からのアンモニアの吸収速度の10倍以上に達する。しかし、アンモニウムイオンは植物細胞内で活発に代謝されているため、アンモニウムイオン濃度は10-5〜10-6程度に維持されている。
アンモニウムイオンの同化経路の枢要はGS/GOGATサイクルである。この経路ではグルタミン合成酵素（GS）とグルタミン酸合成酵素（GOGAT）が共役し、アンモニウムイオンをグルタミン酸に変換する。GSはMg2+存在下で次の反応を触媒する。
グルタミン酸 + NH4+ + ATP → グルタミン + ADP + Pi
多くの植物はGS1とGS2の2種類のGSを持つ。GS1はサイトゾルに局在し、通常の分化、生長、種子形成などに関わる。GS1遺伝子は小遺伝子ファミリーを形成している。シロイヌナズナやトウモロコシには5種類、稲には3種類のGS1遺伝子がある。GS2は地上部では葉緑体、地下部ではプラスチドに局在する。光呼吸でのアンモニウムイオンの解毒に機能している。GS2は単一の遺伝子である。
GOGATは1分子のグルタミンから2分子のグルタミン酸を合成する。
グルタミン + 2-オキソグルタル酸 + 還元力 → 2×グルタミン酸
GOGATには、電子をフェレドキシンから受け取るFd-GOGATと、NADHから受け取るNADH-GOGATの2種類がある。この電子が上の式の還元力となる。両方とも地上部では葉緑体、地下部ではプラスチドに局在する。Fd-GOGATはGS2と共役して光呼吸からのアンモニウムイオンをすると考えられている。
稲のNADH-GOGAT遺伝子はOsNADH-GOGAT1とNADH-GOGAT1の2種類ある。OsNADH-GOGAT1は未熟な組織、未抽出葉身や登熟初期の穎果、あるいは根の先端部に局在する。稲根ではNADH-GOGAT1は表層の細胞に局在し、アンモニウムイオンが吸収されてグルタミンが増加すると速やかにその発現量は増加する。NADH-GOGAT1の基質となる2-オキソグルタル酸は、ミトコンドリアのイソクエン酸脱水素酵素によって供給されると考えられている。稲地上部ではNADH-GOGAT1は抽出葉身や登熟初期の穎果の維管束組織に局在する。NADH-GOGAT1はこれら未熟な従属栄養状態の組織で、成熟した葉から運ばれてきたグルタミンをグルタミン酸に変換していると考えられている。成熟葉ではGS1と共役し、グルタミンの合成に関与している。
こうして合成されたグルタミン酸からアミノ基が、様々な代謝系から炭素骨格が供給されてアミノ酸が合成される。

#### タンパク質の分解と合成
生物体内のタンパク質は、寿命を果たすと酵素的に分解される。細胞質や細胞核ではこの分解はプロテオソームによって行われる。分解前に、分解されるべきタンパク質にユビキチンタンパク質が結合し、これをプロテオソームは標的の目印として認識する。一方、液胞は植物細胞に特徴的な細胞内小器官であり、動物細胞のリソゾームに相当する。細胞質で機能を終えたタンパク質や葉緑体などは液胞に貪食され、液胞内でタンパク質分解酵素により分解される。
発芽直後の個体、あるいは新葉や根端は、その植物体内に貯蔵されたタンパク質を利用する。利用の際、タンパク質はタンパク質分解酵素によってアミノ酸に分解され、アミノ基転移反応によって別のアミノ酸の合成基質となる。そして、タンパク質が作られる。
登熟期を迎えた葉では、タンパク質や葉緑素など高分子窒素化合物がアミノ酸に分解される。アミノ酸はグルタミンやアスパラギンなどに代謝され、師管を通って種子へと運ばれる。タンパク質の分解に伴って葉は急速にその色と光合成能を低下させる。農業上、この時期の光合成の低下を防ぐことが種子収量を高くするうえで重要である。光合成の維持のためには葉の窒素濃度を高い水準に維持することが必要である。このため、農耕地では登熟期に窒素の追肥が行われる。稲の栽培ではこの追肥を穂肥あるいは実肥と呼ばれる。近年、実肥は食味を低下させるため、控えることが慣行となっている。

### 貯蔵
根には窒素を吸収するだけでなく、水溶性窒素化合物を貯蔵することもできる。種子では窒素は種子貯蔵タンパク質として貯蔵され、その構成は植物種によって異なる。

#### 根での貯蔵
根での貯蔵時の窒素化合物の形態はさまざまな要因―時間帯や日照時間、夜間の気温、不足または過剰の栄養素―により変化する。日照時間が短いときはアスパラギン酸が、長いときはグルタミン酸が蓄積される。暗い環境でのアスパラギン酸の蓄積はタンパク質の分解を促進する。また、日照時間の影響は夜間の気温により変化する。夜間の気温が低いときはグルタミン酸の、高いときはアスパラギン酸の蓄積が促進される。どちらの蓄積も、気温の影響によるタンパク質の合成阻害と分解促進を原因とする。
窒素およびリンが不足すると、植物が貯蔵した水溶性窒素化合物は消費される。これは、必要なタンパク質の合成量に対して、硝酸態窒素の取り込み、還元および有機態への変換が追いつかなくなるためである。カルシウムやカリウムや硫黄の不足は、窒素の取り込みや還元に対して、取り込んだ窒素の有機物への変換を促す。このように植物の水溶性窒素の貯蔵量は環境により変化するため本来の生長度合いを示さないが、全窒素量との相対的な貯蔵量は有用な指標となる。カナダトウヒ（Picea glauca（英語版）、シロトウヒ）において、側根に形成された仮道管の大きさと構造は根の支持体（土壌など）中の窒素の利用率に影響される。

#### 種子での貯蔵
| 作物         | 種子タンパク質 | 種子タンパク質の構成 | 種子タンパク質の構成 | 種子タンパク質の構成 | 種子タンパク質の構成 |
| 作物         | 種子タンパク質 | アルブミン           | グロブリン           | プロラミン           | グルテリン           |
| ------------ | -------------- | -------------------- | -------------------- | -------------------- | -------------------- |
| コムギ       | 10-15          | 3-5                  | 6-10                 | 40-50                | 30-40                |
| 稲           | 8-10           | 5                    | 10                   | 5                    | 80                   |
| トウモロコシ | 7-13           | 4                    | 2                    | 50-55                | 30-45                |
| 大豆         | 35-45          | 26                   | 70                   | 0                    | 0                    |

種子では、アミノ酸は種子に特異的な種子貯蔵タンパク質に合成され、プロテインボディーに蓄積される。限られた容積に効率よく収納されるために、種子貯蔵タンパク質は高密度の形態を形成している。この形態はデンプンに似ており、分子同士が相互に強く引き合っている。
種子貯蔵タンパク質の含有率や構成は種によって異なる（右図）。種子貯蔵タンパク質は、食塩溶液（中性）に可溶なグロブリン、希アルコールに可溶なプロラミン、これらの溶液に不溶だが希アルカリ溶液に可溶なグルテリンなどに分類される。稲種子では糊粉層や胚芽にグロブリンが、胚乳にはプロラミンやグルテリンが局在する。稲ではグルテリンが種子タンパク質の80 %を占めるのに対し、小麦ではプロラミンが主要な貯蔵タンパク質である。大豆にはグロブリンだけが存在する。小麦粉から麺類が、大豆種子から豆腐がつくられるのは、これら種子中のタンパク質の違いによる。

### 窒素固定
いくつかの細菌は窒素ガスN2を生物学的窒素固定作用によりアンモニアに変換する。これらの細菌は窒素固定細菌[ 英: nitrogen fixing bacteria ]と呼ばれ、植物や他の生物（シロアリや原生生物）と共生する共生型と非共生型が存在する。また、アンモニアを硝酸に変換する硝酸菌や、硝酸を窒素ガスに変換する脱窒菌もいる。多くの細菌や真菌は有機物を分解し、アンモニアを放出する。これらの微生物の働きは窒素循環に関わる。

### 不足症状
窒素の不足は植物の生育を著しく妨げ、クロロフィル（葉緑体の緑色色素）の合成阻害による葉の黄化（クロロシス）や、ある種の植物（トマトやトウモロコシなど）では紫色色素のアントシアニンの蓄積による葉柄、下葉、茎の紫化を招く。窒素不足がひどくなると、最終的に葉は緑みを失って完全に黄色となり、落葉する。
窒素はアミンやアミドとして植物細胞内に溶解しており、植物体内で移動性の栄養素である。移動性のために、窒素の不足障害は若い葉よりも先に古い葉で現れる。このため、窒素不足に曝された植物は典型的には、上位葉が明緑色、下位葉が黄色もしくは黄褐色となる。
ある種の植物では、窒素不足がゆっくりと進行した場合、茎が顕著に細く、かつ木質化する。この木質化は、窒素化合物の合成に炭水化物が使われなくなって余剰となった結果であると考えられている。また、窒素不足により蓄積されるアントシアニンも、余剰な炭水化物から合成されると考えられている。

### 過剰症状
窒素が過剰となると、病気や害虫の食害を受けやすくなったり、キュウリやトマトなどの果菜類では、葉や茎ばかりが成長して、結実しなかったり出来が悪くなったりする。
イネでは草丈亢進により収穫期の倒伏が生じやすくなり、収穫作業が困難になったり品質低下が生じる。

## リン酸
リン酸は主に開花結実に影響し、花肥（はなごえ）または実肥（みごえ）と呼ばれる。このため、果実を食用とする果菜類の栽培では、特に重要視される。

### 生理機能
植物中のリンのほとんどは、核酸（デオキシリボ核酸 (DNA) やリボ核酸 (RNA)）や、細胞膜を形成するリン脂質の成分である。このほか、生体のエネルギー通貨であるアデノシン三リン酸 (ATP) 、光合成に関与するリブロース-1,5-ビスリン酸、リン脂質分解酵素により細胞膜中のホスファチジル-4,5-ビスホスホイノシトールから切り出されたセカンドメッセンジャーの1,4,5-トリホスホイノシトールなども構成する。解糖系、TCA回路、ペントースリン酸経路などの中間体（グルコース-1-リン酸やフルクトース-6-リン酸）にも含まれる。
タンパク質の多くはリン酸化酵素／脱リン酸化酵素によりリン酸化／脱リン酸化される。このとき、リン酸化／脱リン酸化を受ける部位はチロシン、セリン、スレオニン残基の水酸基であり、この結果、そのタンパク質は活性化または不活性化する。このオンオフは多くの酵素や膜輸送体や転写因子の活性調節およびシグナル伝達の一部に組み込まれている。
これらの生体内での重要な働きを担うため、リンは植物の生長、種の発芽、開花に重要である。リンの含有率が高い肥料（骨粉肥料など）の施用は根の形成を助ける。

### 土壌中の形態
土壌の平均的なリン含有量は500 - 800 mg/kgだが、土壌溶液中の、植物が吸収することができるリン濃度は0.1 mg/L程度である。大部分のリンは、リン酸としてアルミニウム、鉄、カルシウムなどの金属イオンと難溶性の塩を形成しているか、粘土鉱物中のケイ酸イオンと同形置換してこの鉱物に強く固定されている。そのほか、土壌中のリンの20 - 80 %はフィチン酸、糖リン酸、核酸、リン脂質など、有機物と結合した形態である(有機態リン)。有機態リンもまた、土壌中で金属イオンと会合して難溶性となっている。
土壌にリンを施用しても直ちに上記の難溶性形態となる。このため、植物における、施肥されたリン酸肥料の吸収率は20 %以下と低い。アジア、オセアニア地域では利用効率が悪い。土壌にリンが固定されてしまうからだと考えられる。一方で、土壌中で移動性も低く、硝酸イオンと違って施肥された位置から溶脱することなくそこに留まる。

### 吸収
植物はリン源として多価リン酸を吸収するが、なかでもリン酸二水素イオン（H2PO4-）が最も容易に吸収される。また、通常、リン酸二水素イオンが土壌溶液中で最も一般的な多価リン酸の形態である。これは、多くの場合、土壌溶液は弱酸性〜弱塩基性であり、かつ、リン酸二水素イオンの酸化型（リン酸三水素H3PO4）および還元型（リン酸一水素H1PO42-）との酸解離定数pKaはそれぞれ2.1と7.2だからである。
土壌溶液中のリン酸濃度は数µM程度であるが、リン酸は根の表皮および根毛細胞上の膜輸送体によって能動輸送される。リン酸イオンはpHを増加させるので、膜輸送体は1モルのリン酸を1モルのプロトンと共輸送していると考えられている。
リン酸吸収のための膜輸送体は高親和性のものと低親和性のものの2種類がある。2008年現在、植物のリン酸輸送体タンパク質には5種類のファミリーが規定されている。シロイヌナズナで発見されたリン酸輸送体は9種類あり、まとめてPht1ファミリーと呼ばれている。このファミリーのタンパク質は高親和性プロトン共役輸送体[ high-affinity proton-coupled Pi transporter ]であり、主に根で発現する。酵母や真菌のPi:H+共輸送体（Pi:H+ symporter: PHS）のホモログである。他の植物では、リン酸輸送体は稲で13種類（OsPht1ファミリー）、大麦で8種類（HvPht1ファミリー）、大豆で14種類（GmPT1ファミリー）同定されている。そのほか、マメ科やナス科植物でも発見例がある。シロイヌナズナのAtPht1;1は低リン土壌で、AtPht1;4は高リン土壌でそれぞれ根表面において機能する。稲のOsPt6は表皮や皮層細胞に局在し、外液から細胞内部への輸送を行う。
根の細胞に取り込まれたとき、リン酸イオンは直ちにATPかグルコース-1-リン酸に取り込まれる。地上部への長距離輸送の際、導管内ではリン酸イオンに再び戻る。導管中のリン酸濃度は10 mMである。この値は、導管周辺を含む通常の細胞内の濃度より高いため、能動輸送する輸送体が存在する。この能動輸送体は根の中心柱に局在する。シロイヌナズナではPHO1、稲ではOsPT2である。
登熟期を迎えるとリンの多くは子実へと輸送される。子実においてリンの大部分はフィチン酸として蓄積される。このフィチン酸は発芽時にフィチン酸分解酵素によってリン酸に変換される。このリン酸イオンが発芽後の、根が伸長して外部からリンを吸収できるまでの初期生育を賄う。また、種子中のリン酸にはミネラル貯蔵の機能もあり、亜鉛、マグネシウムおよびカルシウムなどと結合する。

### 低リン耐性
低リン耐性[ low-phosphate tolerance ]とは、リンが欠乏した条件においてその影響を受けにくくする、植物の性質である。低リン耐性の程度は植物によって異なる。シロイヌナズナやトマトでは低く、シロバナルーピンや稲では高い。根圏のリン濃度に対する耐性によって、植物は以下のように分類されている。
- 広域適応性植物：稲など
- 高濃度適応性：トマト、ビート、シロイヌナズナなど
- 中〜高濃度適応性：小麦、大豆、バレイショなど
- 低〜中濃度適応性：トウモロコシ、シロバナルーピン

低リン耐性の機構は大きく、根圏の吸収と体内でのリン利用の二つに分けられる。

#### リン吸収による低リン耐性
土壌中のリンの多くが植物にとって吸収し難い最大の要因は、金属イオンと塩を形成して難溶性となっている点である。植物はこの塩を溶解させるため、金属イオンのキレート剤を分泌する。これらの分泌物は、クエン酸、リンゴ酸、シュウ酸など、カルボキシル基を二つ以上有する低分子の有機酸である。分泌物は植物種によって異なり、シロバナルーピンはクエン酸を多く分泌する。シロイヌナズナは主にリンゴ酸を放出し、トマトはクエン酸のほかシュウ酸を放出する。
有機酸の分泌と同時に、植物の根は微生物活性の抑制剤を分泌する。これは、低分子の有機酸は土壌の微生物によって容易に分解されるためである。抑制剤は、土壌微生物の細胞壁を分解する酵素（キチン分解酵素やグルカン分解酵素）である。生豆（Cajanus cajan）は別の対策を有しており、分泌物を難分解性のピシディン酸[ piscidic acid ]としている。
土壌中のリンには塩（無機態リン）のほかに有機態リンも存在する。有機態リンの分解のため、植物は根から脱リン酸化酵素を分泌する。この酵素の分泌能力は植物種によって異なり、低リン耐性の強いシロバナルーピンや、弱いトマトで高い。上述のキレート剤は無機態だけでなく有機態リンも可溶化させる。
リンが欠乏すると植物は様々な手段を用いてリンの吸収量を増加させる。根での高親和性リン酸輸送体の発現量は増加する。根からの有機酸や脱リン酸化酵素の分泌量も増加する。また、側根や根毛の数を増やし、根の表面積を大きくする。
難溶性リンの吸収能力が高い植物には特殊な形態の根が形成される場合がある。その一つは、シロバナルーピンのクラスター根[ cluster root ]である。クラスター根とは、二次根に1 cm程度の小根（三次根）が密に発生し、試験管ブラシのようになった根の形態である。ヤマモガシ科[ Proteaceae ]の植物で見つかったことから、プロテオイド根[ proteoid root ]とも呼ばれる。カヤツリグサ科ではダウシフォーム根[ dauciform root ]を形成する。ダウシフォーム根は、根毛が密に発生した根である。

#### リン利用による低リン耐性
植物はリンが不足すると、様々な代謝経路を連動させて体内のリンの利用効率を高めようとする。特に、低リン耐性植物は以下のリン利用戦略を取る。
- 下位葉から上位葉や子実へのリン輸送を活発に行う。
- 有機態リンからのオルトリン酸の生成を脱リン酸化酵素により促進する。
- リボヌクレオチド分解酵素によるRNAの分解を促進し、RNAを激減させる。
- 炭素代謝をリン欠乏に対応させ、解糖系をバイパス経路で進行させる。通常の経路はオルトリン酸を生じないか消費するが、バイパス経路ではオルトリン酸を生じるか消費しない。
- リン酸をリサイクルするため、デンプン合成に関連する多くの酵素の遺伝子発現量を増加させる。これにより、地上部にデンプンは蓄積する。

### 菌根菌
植物は菌根菌との共生によりリンの取り込み量を増加させる。その機構の第一段階として、菌根菌の外生菌糸は土壌からリン酸を吸収する。これまで菌根菌から同定されたPht1ファミリーのリン酸輸送体を次に示す。
- Glomus versiformeのGvPT（Km = 18 µM、Vmax = 1.96 nmol）[25]
- G. intraradicesのGiPT
- G. mosseaeのGmosPT

リン酸は、外生菌糸に吸収された後、ポリリン酸になり、液胞内に蓄えられる。そして、ポリリン酸は内生菌糸へと輸送される。ポリリン酸はリン酸に加水分解され、菌と植物の間のアポプラストに放出され、植物のリン酸輸送体に吸収される。この植物輸送体の遺伝子には、菌根形成した根で特異的に発現するものがある。それら遺伝子はタルウマゴヤシ、稲、バレイショ、小麦、およびトマトから単離されている。
毬果植物（トウヒなど）は土壌からのリンの取り込みを菌根菌活性に依存している。温室で、リン酸のない砂に植えて生育させたカナダトウヒの苗は、菌根菌の菌根の形成まで植物体は小さく葉緑体の形成が阻害され紫色であり、菌根の存在は茎の伸長と葉の緑化に必要である。

### 不足症状
植物におけるリン不足は葉の黄化症状（クロロシス）および枯死（ネクロシス）を引き起こす。また、茎が細くなり、葉や個体そのものが小さくなる。若い植物では葉は暗緑色となり、異常形態や壊死班[ 英: necrotic spot ]を呈する。一部の植物（トマトなど）では、紫色素のアントシアニンが蓄積し、葉が紫〜赤紫色になる。多くの植物種ではリン欠乏に陥ると、発達させるのを地上部より根部にするため、地上部に対して根部の比重が増加する。
リンは植物体内を容易に移動するため、リン不足の症状は最初に古い葉に現れる。
リン不足の症状は窒素不足のそれと同様であるが、リンの飢餓化においても植物は症状を呈しないことがあるためリン不足を診断することは極めて難しい。特に針葉樹でその性質が確認されており、イングランドの、シトカ・スプルース（Sitka spruce）などの林木の種苗場で実際に観察された。この種苗場は酸性土壌でありリン過剰の反応は顕著であったのに対して、不足症状は、樹皮の光沢がわずかに減少したこと以外に外観上の変化は見られなかった。一方で、苗においては外見上にリン不足症状が観測された。リンが存在しない (0 ppm) 砂の培地でカナダトウヒの苗は非常に小さく、濃い紫に変色した。0.62 ppmで苗は最も小さく、紫色が最も濃くなった。一般的に低水準とされる6.2 ppmで苗の大きさと色は適正となった。

### 過剰症状
作物にリンの過剰症状は現れにくい。過剰施肥による障害は、過剰のリン酸によって金属イオンが不可給態になって欠乏したり、特定の病原微生物が増殖することによる。

## カリウム
カリウムは、根の発育と細胞内の浸透圧調節に必須であるため根肥（ねごえ）といわれ、根菜類では他の植物以上に必要である。また、葉や生長点においても重要である。
主に肥料として利用されるものは、硫酸カリウム（硫酸カリ）と塩化カリウム（塩化カリ）由来のもので、カリ岩塩として採掘されたものを精製したものが利用される。

### 生理機能
他の多量要素と異なり、植物体内において、代謝に関わる生体分子の構成元素にならず、植物体液に溶解した無機塩として機能する。カリウムイオンは植物細胞内の主要な陽イオンであり、通常、陽イオンの中で植物内の濃度が最も高い。その役割は細胞の水ポテンシャルと、代謝反応に適切なイオン雰囲気の形成である。カリウムイオンがイオンチャネルを通って別の細胞に移動すると、その細胞の水ポテンシャルは低下し、水の移動が起こる。植物は根圏に対して葉身の水ポテンシャルを低くしており、この差に依存して吸水を行っている。
カリウムイオンの移動による水の移動は植物細胞の大きさや形を変えることがある。これを利用し、植物一般は孔辺細胞を膨張収縮させて気孔を開閉させ、オジギソウなどのマメ科植物は機動細胞を変形させて葉枕を就眠運動させる。孔辺細胞の膜電位が-120 mV以下に過分極するとカリウムチャンネルは開き、内向きにカリウムイオンを運ぶ。-40 mVで外向きの輸送が行われる。カリウムチャンネルの開閉において、リンゴ酸イオンや塩素イオンは対イオンとして、カリウムイオンとは逆方向へと移動する。
カリウムは硝酸イオンや有機酸の対イオンとして機能する。
カリウムは40種類以上の植物酵素を活性化させる。カリウムは縮合などの酵素反応の触媒であり、炭水化物とタンパク質の合成、植物体内の水分量の調節、光合成に必要なクロロフィル前駆体の合成（特に低光強度条件において）に関わる。ピルビン酸キナーゼは50 - 100 mMのカリウムで最も活性化される。
カリウムは果実の色や形状の決定にも関わり、また、Brix糖度を増加させる。したがって、カリウム豊富な土壌で高品質な果物が生産される。
他の陽イオンがカリウムイオンの代替となる場合がある。ピルビン酸キナーゼにおいてルビジウムは代替となる。カリウムにより活性化される酵素の多くでアンモニウムイオンにも活性化効果がある。アンモニウムイオンのイオン半径がカリウムイオンと近いためだと考えられている。

### 土壌中の形態
主に長石や雲母の風化により、土壌中でカリウムは供給されている。このため、土壌中に常に存在する。しかし、作物は急速に成長して多くの量を吸収するため、肥料を与えない場合、植物が十分に成長するためには供給量が足りないことがある。
被子植物のカリウム含有率は平均1.4 %（乾燥重量当たり）である。植物中濃度は塩類で最も高いため、草木灰にはカリウムが多い。哺乳類ではカリウムおよびナトリウムの平均含有率はそれぞれ0.75 %および0.73 %とほぼ同量であるのに対して、植物ではカリウムの平均含量はナトリウムのそれ（0.12 %）の10倍以上である。

### 吸収
植物でのカリウムの膜輸送は膜外と膜内のプロトンH+の濃度勾配、すなわちpHの違いを原動力とする。植物細胞の細胞質はpH7-8、液胞はpH5-6、細胞壁はpH6以下である。一方、動物でのカリウムの膜輸送はナトリウムとの対向輸送（一次輸送）か、ナトリウムの濃度勾配を原動力とした単輸送である。しかし、植物でこれらの輸送系は発見されていない。
根からのカリウムの吸収速度と培養液のカリウム濃度とのグラフは複数の曲線で構成されている。各曲線は、対応するカリウム濃度の各段階で吸収速度は飽和することを示す。そして、各段階で、吸収速度が飽和してからある程度カリウム濃度が上昇すると再び吸収速度はカリウム濃度に対して増加することを表す。このグラフが示唆することは、植物のカリウムイオン輸送体は、異なるカリウム濃度に対応することである。シロイヌナズナでは現在、カリウムイオン輸送体が27種類同定されている。
カリウムイオンは根から吸収された後、導管を経由して地上部へ移行する。葉身では気孔の開閉や浸透圧の調節に関与する。カリウムは必須栄養素の中でも植物組織内での移動性が高い。一部は師管を経由して再び根に戻り体内を循環している。

### 不足症状
カリウムが不足すると植物の成長は遅れ、植物体は矮小化する。また、ナトリウム、カルシウム、およびマグネシウムの含有率が上昇する。不足がさらに進行するとアミノ酸と可溶性の糖、およびポリアミンが増加する。アミノ酸や糖の増加は浸透圧の維持のため、ポリアミンの増加はカチオン減少への適応のためと考えられている。カリウム不足を緩和する手段として、いくつかの植物（ビート、ホウレン草、稲、大麦、イタリアンライグラス、綿、およびキャベツ）ではナトリウムの吸収量を増加させることが認められている。一方、トウモロコシ、アブラナ、大豆などではナトリウムの効果は見られない。ナトリウムが有効かどうかはその植物が茎頂部への輸送能力を持つかどうかによって決まる。
カリウムの不足症状は一般的に葉脈のクロロシス（黄化）及び葉のネクロシス（壊死）である。また、病原生物の感染、凋萎、クロロシス、褐色斑点、及び霜や熱による損傷のリスクを高める。軽度の不足による症状は最初に古い葉で現れ、生長点に向かうように症状の範囲は拡大する。重度の不足は生長点に深刻な症状を引き起こし、枝枯病（英: die-back）の原因となる。
カリウムの不足症状の例として、カナダトウヒの場合、褐変（英: browing）及び葉のクロロシスや枯死、樹木の高さと直径及び葉長の減少などがある。トウヒ2種を含むいくつかの樹木種において、カリウムの取り込みと耐寒性に関係がある。
高い水溶性のため、雨や灌漑により、特に岩や砂質土壌から容易に流亡する。このことが一部の土壌でカリウム不足の原因となっている。また、流亡したカリウムが湖沼や河川に流入すると富栄養化を引き起こし、赤潮やアオコといった水質汚染の原因となる。

### 過剰症状
土壌のカリウム濃度が高いと、健全に生長するのに適正な量以上のカリウムを植物は吸収（過剰消費（英: luxury consumption）し、過剰症状が現れる。